# Гвинт з керованим кроком
Гвинт з керованим кроком або гвинт із змінним кроком це різновид пропелерів, що має лопаті, які можуть обертатися довкола своєї поздовжньої осі аби змінювати крок гвинта. Реверсивні пропелери—можуть змінювати крок гвинта до негативних значень—і можуть створювати реверсивну тягу для гальмування або руху назад, не потребуючи для того змінювати напрямок обертання валу.

## Авіація
Пропелери, в яких крок гвинта можна було налаштовувати доки літак знаходиться на землі використовувалися на початку розвитку авіації, такими як A. V. Roe і Louis Breguet. В 1919 Л. Е. Бейнс AFRAeS  запатентував перший пропелер з автоматично змінним кроком.
Французькій літак фірми Levasseur демонстрував гвинт з змінним кроком в 1921 році на авіашоу в Парижі, який, як стверджувалося, був випробуваний французьким урядом в десяти-годинному польоті і міг змінювати крок при будь-який обертах двигуна.

## Кораблі

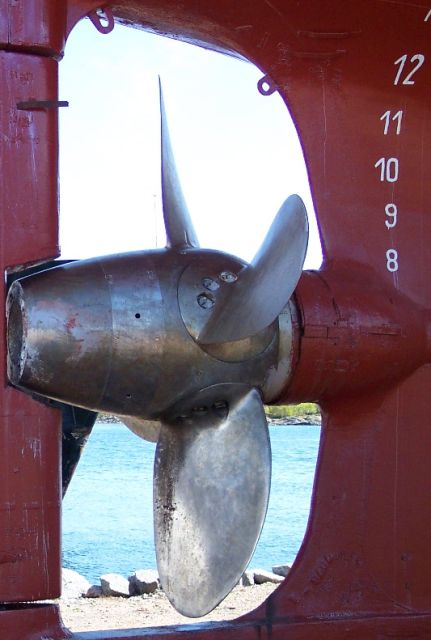
Пропелер із змінним кроком на кораблі

Змінний крок гвинта (ЗКГ) може бути корисним для повного діапазону швидкостей обертання і умов навантаження, оскільки крок буде змінюватися аби відповідати максимальній потужності, яку здатен виробляти двигун. При повному навантаження, очевидно що судно потребує більш потужної тяги ніж коли воно порожнє. При варіаціях лопатей пропелера задаючи їм оптимальний крок, можна досягти більшої ефективності, тим самим економічно витрачати паливо. Судно із ЗКГ може швидше розганятися із нерухомого стану, і може сповільнюватись ефективніше, що дозволяє зупинитися швидше і безпечніше. ЗКГ може також збільшити маневреність судна, направляючи сильний потік води на кермо.
Однак, пропелер із фіксованим кроком є набагато дешевшим і надійнішим ніж ЗКГ. Також пропелер з фіксованим кроком зазвичай буде більш ефективним ніж зі змінним для однієї конкретної швидкості і умов навантаження на які він розрахований. Таким чином, судна, які зазвичай працюють на стандартній швидкості (такі як великі балкери, танкери і контейнеровози) будуть[коли?] мати пропелери з фіксованим кроком для тих швидкостей.